# Сцена «Мельников»
Сце́на «Ме́льников» (с 1996 по 2024 год — Театр Романа Виктюка) — драматический театр города Москвы, созданный 16 июля 1996 года Постановлением Правительства Москвы, на основе авторского частного театра народного артиста России и Украины Романа Григорьевича Виктюка (1936—2020).
До июня 2024 года имел наименование — «Театр Романа Виктюка».
С октября 2024 года — в составе Театра на Бронной как Сцена «Мельников».

## История
Создан театральным режиссёром Романом Виктюком в 1991 году как авторский частный театр. Спектаклем открытия стала постановка пьесы Дэвида Хенри Хвана «М. Баттерфляй». Год спустя вышла вторая редакция спектакля «Служанки».
16 июля 1996 года на основании постановления Правительства Москвы от 16 июля 1996 года № 595 «О создании Театра Романа Виктюка» Театр Романа Виктюка получил статус государственного и собственное помещение в Москве на Стромынке — здание бывшего Дома культуры имени Русакова, которое является памятником архитектуры эпохи конструктивизма. Это здание актёры называли «Домом света» как в прямом смысле (в зале огромные окна, благодаря чему там много света), так и в метафорическом.
В течение длительного времени спектакли театра шли в разных городах и странах, на разных московских площадках, поскольку основное здание нуждалось в капитальном ремонте, который начался только в конце 2012 года.
28 октября 2016 года, в 80-летний юбилей Романа Виктюка, состоялось долгожданное открытие здания театра, зрительный зал которого рассчитан на 505 мест, спектаклем «И вдруг минувшим летом» по пьесе Теннесси Уильямса.
16 декабря 2020 года, после смерти Романа Виктюка, художественным руководителем театра был назначен Денис Азаров. 18 апреля 2022 года он покинул этот пост. 
С апреля 2022 по июль 2024 года театром управлял художественный совет.
28 июня 2024 года на основании приказа Департамента культуры города Москвы от 28 июня 2024 года № 575/ОД театр был переименован в «Театр — Сцену „Мельников“». Театр получил название в честь архитектора-конструктивиста Константина Мельникова, спроектировавшего здание, где находится театр. 
8 июля 2024 года стало известно о снятии с репертуара нескольких спектаклей Романа Виктюка, включая его самый известный «Служанки».
С 9 июля 2024 года художественным руководителем театра является Константин Богомолов. Он совмещает должность с аналогичной в Театре на Бронной.
23 октября 2024 года на основании приказа Департамента культуры города Москвы от 23 октября 2024 года № 864/ОД театр был присоединён к Театру на Бронной как одна из его сценических площадок. Новое наименование — Сцена «Мельников».

## Труппа

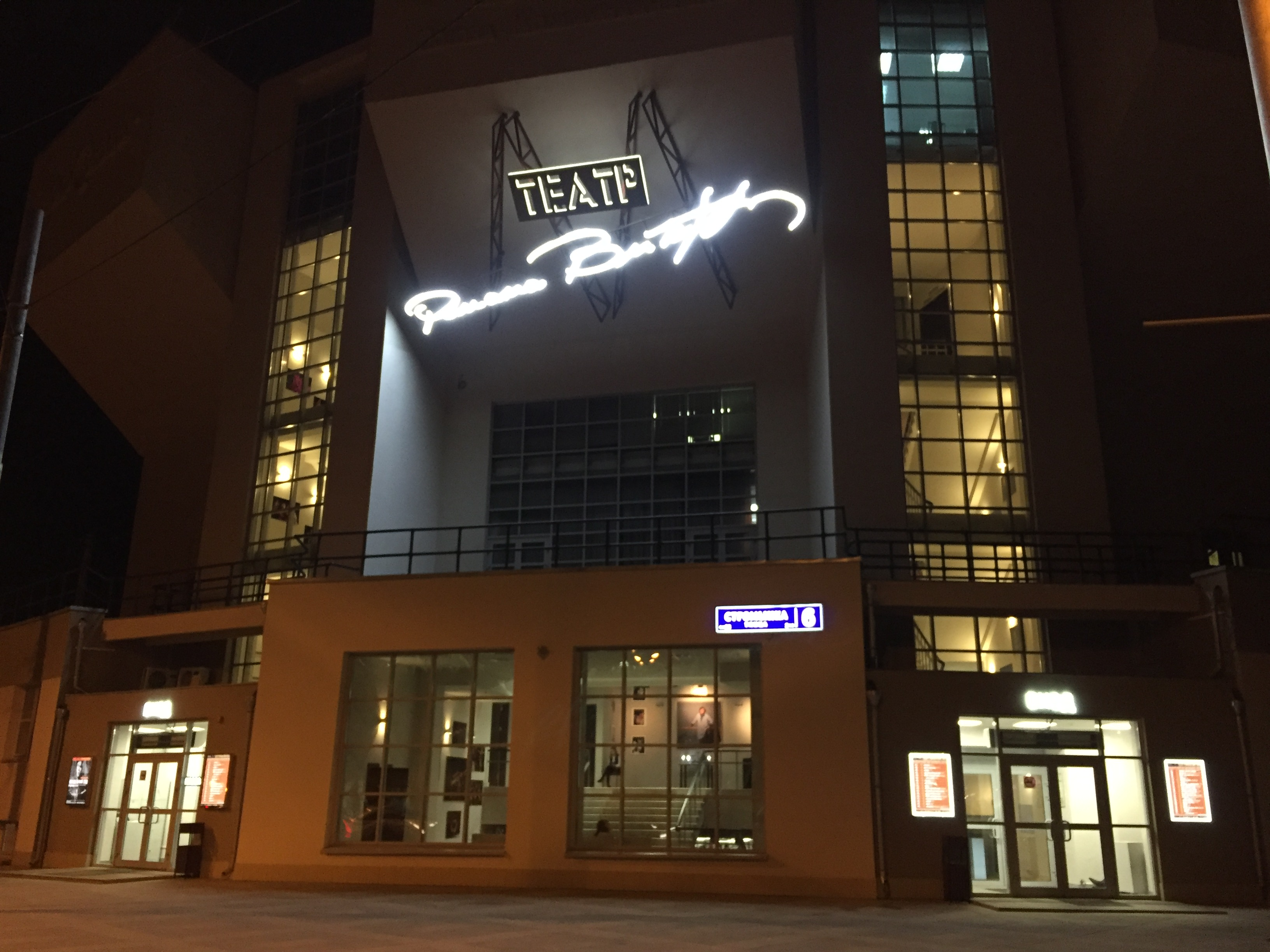
Фасад театра в 2016—2024 годах

По состоянию на август 2025 года в труппе — 77 артистов.

### Народные артисты России
- Анна Антоненко-Луконина
- Иван Шабалтас

### Заслуженные артисты России
- Вера Бабичева
- Лариса Богословская
- Дмитрий Бозин
- Владимир Ершов
- Олег Исаев
- Екатерина Карпушина
- Татьяна Кречетова
- Виктор Лакирев
- Александр Никулин
- Людмила Погорелова
- Геннадий Сайфулин
- Владимир Яворский

### Артисты
- Константин Авдеев
- Елизавета Базыкина
- Никита Башков
- Владимир Белостоцкий
- Светлана Божатова
- Денис Бондаренко
- Олеся Быкодерова
- Дмитрий Варшавский
- Катерина Васильева
- Григорий Верник
- Александра Виноградова
- Эвелина Гатауллина
- Сергей Городничий
- Дарья Грачева
- Динис Громаков
- Дмитрий Гурьянов
- Мария Дудник
- Богдан Жилин
- Дарья Жовнер
- Иван Иванович
- Анастасия Ильинская
- Мария Казначеева
- Алдар Когаев
- Варвара Комарова
- Артём Курбатов
- Екатерина Куханевич
- Татьяна Лозовая
- Никита Лукин
- Вера Майорова
- Александр Макаров
- Мария Матто
- Анна Могуева
- Станислав Мотырев
- Григорий Науменко
- Анна Нахапетова
- Игорь Неведров
- Александра Николаева
- Павел Новиков
- Диана Огай
- Татьяна Ошуркова
- Анна Патокина
- Василиса Перелыгина
- Александр Песков
- Владимира Петрик
- Анна Подсвирова
- Михаил Руденко
- Александр Семёнов
- Андро Симонишвили
- Яна Ставоржинская
- Елена Степанян
- Андрей Субботин
- Варвара Сурсанова
- Иван Тарасов
- Игорь Тенсин
- Анастасия Тереля
- Елена Федорова
- Людмила Хмельницкая
- Никита Худяков
- Даниил Чуп
- Анастасия Шалонько
- Артём Шаромов
- Александр Шумский
- Максим Шуткин

### Приглашённые артисты
- Лера Горин
- Вадим Громыко
- Сергей Епишев
- Сергей Кизас
- Дмитрий Цурский
- Ефим Шифрин

## Художественные руководители
- Роман Виктюк (1991—2020)
- Денис Азаров (2020[2]—2022[3])

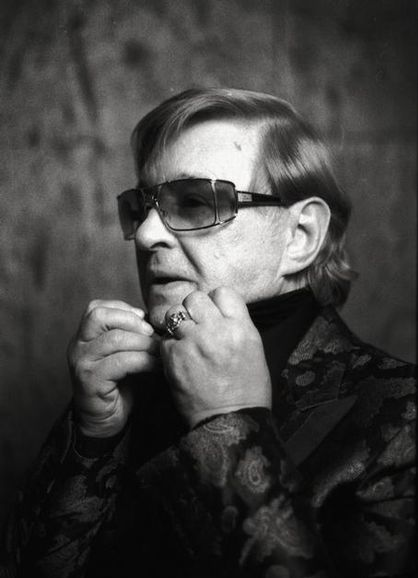
Основатель театра Роман Виктюк

- Константин Богомолов (с 9 июля 2024[10])

## Директора
- Игорь Краснопольский (2006—2012)
- Ирина Апексимова (2012—2015)
- Валерий Райков (2015[11]—2021)
- Александр Смертин (2021[12]—2024)
- Валентина Яковлева (с 8 июня 2024[13])

## Спектакли
- октябрь 1997 — «Путаны» (Нино Манфреди, постановка и музыкальное оформление Романа Виктюка)
- 25 октября 2001 — «Мастер и Маргарита» (Михаил Булгаков; инсценировка, постановка и музыкальное оформление Романа Виктюка)
- 1 января 2004 — «Нездешний сад. Рудольф Нуреев» (Азат Абдуллин, постановка и режиссура Романа Виктюка)
- 28 октября 2010 — «Король-Арлекин» (Рудольф Лотар, постановка и музыкальное оформление Романа Виктюка)
- 28 октября 2011 — «Коварство и любовь» (Фридрих Шиллер; сценический вариант, постановка и музыкальное оформление Романа Виктюка)
- 1 августа 2012 — «Сергей и Айседора» (по стихам и биографическим материалам Сергея Есенина и книге Айседоры Дункан «Моя жизнь», постановка и музыкальное оформление Романа Виктюка)
- 29 ноября 2017 — «Мандельштам» (Дон Нигро; постановка, музыкальное оформление и сценическая адаптация Романа Виктюка)
- 1 марта 2019 — «Мелкий бес» (Фёдор Сологуб; постановка, музыкальное оформление и сценическая адаптация Романа Виктюка)
- 6 февраля 2020 — «Танго» (Славомир Мрожек; постановка и режиссура Игоря Неведрова)
- 5 марта 2020 — «Отравленная туника» (Николай Гумилёв; постановка и режиссура Романа Виктюка)
- 6 января 2021 — «Орфей» (Теннесси Уильямс, постановка и хореография Сергея Захарина)
- 24 октября 2022 — «Масенькие супружеские игры» / «Масенькие супружеские преступления» (Габриеля Запольская; постановка, режиссура и музыкальное оформление Романа Виктюка; режиссёр восстановления Андрей Боровиков)
- 12 ноября 2022 — «Сказка о царе Салтане» (Александр Пушкин, режиссёр Александр Тарасов)
- 19 ноября 2022 — «Сказка о мёртвой царевне и о семи богатырях» (Александр Пушкин, режиссёр Сергей Захарин)
- 7 декабря 2022 — «А всё-таки Вы хорошая...» (по дневникам и произведениям Марины Цветаевой, режиссёр Марина Перельман)
- 10 декабря 2022 — «Царь-девица» (Марина Цветаева, режиссёр Дмитрий Бозин)
- 17 декабря 2022 — «Сказка о рыбаке и рыбке» (Александр Пушкин, режиссёр Игорь Неведров)
- 24 марта 2023 — «Во всём виноват театр» (режиссёр Александр Карпушин)
- 8 сентября 2023 — «Баня» (Владимир Маяковский, режиссёр Сергей Захарин)
- 30 сентября 2023 — «Мой бедный Марат» (Алексей Арбузов, режиссёр Александр Тарасов)
- 3 октября 2024 — «Визит дамы» (Фридрих Дюрренматт, режиссёр Андрей Боровиков)
- 17 февраля 2025 — «Дети солнца» (Максим Горький, режиссёр Лиза Дороничева)
- 28 февраля 2025 — «Слово о полку Игореве» (инсценировка и режиссура Кирилла Вытоптова)
- 1 марта 2025 — «Лукич» (автор и режиссёр Даниил Исаков)
- 4 мая 2025 — «А зори здесь тихие...» (Борис Васильев, режиссёр Антон Оконешников)
- 12 мая 2025 — «Капитанская дочка» (по мотивам одноимённой повести Александра Пушкина, режиссёр Александр Крымов)

## Архивные спектакли
- 1991 — «М. Баттерфляй» (Дэвид Хенри Хван, постановка Романа Виктюка)
- 1992 — «Служанки (вторая редакция)» (Жан Жене, постановка Романа Виктюка)
- 1992 — «Двое на качелях» (Уильям Гибсон, постановка Романа Виктюка)
- 1992 — «Лолита» (Эдвард Олби по роману Владимира Набокова, постановка Романа Виктюка)
- 1993 — «Рогатка» (Николай Коляда, постановка Романа Виктюка)
- 1994 — «Полонез Огинского» (Николай Коляда, постановка Романа Виктюка)
- 1995 — «Любовь с придурком» (Витторио Франчески, постановка Романа Виктюка)
- 1996 — «Философия в будуаре» (Маркиз де Сад, постановка Романа Виктюка)
- 1997 — «Осенние скрипки» (Илья Сургучёв, постановка Романа Виктюка)
- 26 апреля 1998 — «Саломея» (Оскар Уайльд; постановка, пластическая партитура и музыкальное оформление Романа Виктюка)
- 1999 — «Заводной апельсин» (Энтони Бёрджесс, постановка Романа Виктюка)
- 1999 — «Пробуждение весны» (Франк Ведекинд, постановка Романа Виктюка)
- декабрь 1999 — «Антонио фон Эльба» (Ренато Майнарди, постановка и музыкальное оформление Романа Виктюка)
- 5 ноября 2000 — «Эдит Пиаф» (Ксения Драгунская, постановка Романа Виктюка)
- ноябрь 2002 — «Давай займёмся сексом» (Валентин Красногоров; постановка и музыкальное оформление Романа Виктюка)
- 2002 — «Мою жену зовут Морис» (Раффи Шарт, постановка Романа Виктюка)
- 20 июня 2005 — «Последняя любовь Дон Жуана» (Эрик-Эмманюэль Шмитт, постановка и режиссура Романа Виктюка)
- 2005 — «Коза, или Сильвия — кто же она?» (Эдвард Олби, постановка Романа Виктюка)
- 2006 — «Непостижимая женщина, живущая в нас» (Ханох Левин, постановка Романа Виктюка)
- 28 октября 2006 — «Служанки (третья редакция)» (по одноимённой пьесе Жана Жене, постановка Романа Виктюка)
- 5 мая 2007 — «Кот в сапогах» пьеса (Михаил Кузмин по мотивам сказки Шарля Перро, постановка и музыкальное оформление Романа Виктюка)
- 2007 — «Запах лёгкого загара» (Данил Гурьянов, постановка Романа Виктюка)
- 2008 — «Восемь любящих женщин» (Робер Тома, постановка Романа Виктюка)
- 15 июня 2009 — «R&J. Ромео и Джульетта» (по мотивам пьесы Уильяма Шекспира; сценическая адаптация, постановка и музыкальное оформление Романа Виктюка)
- 16 ноября 2009 — «Фердинандо» (Аннибале Руччелло, режиссура и музыкальное оформление Романа Виктюка)
- 23 апреля 2010 — «Чайка» (Антон Чехов, постановка Павла Карташёва)[14]
- 28 октября 2012 — «Маскарад Маркиза де Сада» (Андрей Максимов; постановка, режиссура и музыкальное оформление Романа Виктюка)
- 28 октября 2013 — «Несравненная!» (Питер Куилтер; постановка, режиссура и музыкальное оформление Романа Виктюка)
- 12 декабря 2013 — «Тень Лира» (Уильям Шекспир; постановка, режиссура, сценография и музыкальное оформление Андрея Боровикова)
- 27 октября 2014 — «Чернобыль» / «В начале и в конце времён» (по пьесе «В начале и в конце времён» Павло Арие; постановка, режиссура и музыкальное оформление Романа Виктюка)
- 25 апреля 2015 — «Экзюпери. Навстречу звёздам» / «Маленький принц. Планета любви» (Андрей Боровиков по письмам Консуэло и Антуана де Сент-Экзюпери и фрагментам произведения «Маленький принц»; инсценировка, постановка, режиссура, сценография и музыкальное оформление Андрея Боровикова)
- 14 июля 2015 — «Федра» (Марина Цветаева; режиссура, музыкальная и пластическая партитура Романа Виктюка)
- 26 июля 2016 — «Венецианка» (по пьесе неизвестного автора XVI века; постановка и режиссура Игоря Неведрова)
- 28 октября 2016 — «И вдруг минувшим летом» (Теннесси Уильямс; постановка, музыкальное оформление и сценическая адаптация пьесы Романа Виктюка)
- 19 апреля 2017 — «Крылья из пепла» (по пьесе Джона Форда «Как жаль, что она шлюха»; постановка, режиссура, идея сценографии Романа Виктюка)
- 1 октября 2017 — «Маугли. Песнь мёртвых» / «Песнь мёртвых» (по сборнику рассказов Редьярда Киплинга «Книга джунглей»; постановка и режиссура Дмитрия Бозина)
- 21 сентября 2018 — «Любовью не шутят» (Альфред де Мюссе, постановка Игоря Неведрова)
- 21 июня 2021 — «Хармс! Хармс! Хармс!» (Даниил Хармс, постановка Дмитрия Голубева)
- 26 июня 2021 — «Пир» (Даниил Хармс, Александр Введенский, Николай Олейников, Яков Друскин, Леонид Липавский, Николай Заболоцкий, постановка и сценическая адаптация Дениса Азарова)
- 25 октября 2021 — «P.S.» (спектакль о репетициях незавершённого спектакля Романа Виктюка «Скок в постель», театральная адаптация Роман Виктюк, режиссёр-постановщик Игорь Неведров)
- 27 октября 2021 — «„Спектакль будет объявлен особо…“ Миф. Прикосновение к тайне.» (спектакль-посвящение Роману Виктюку, художественный руководитель постановки Денис Азаров, режиссёр Александр Карпушин)
- 27 ноября 2021 — «Беглецы» (Ульф Старк, режиссёр-постановщик Екатерина Корабельник)
- 20 декабря 2021 — «Окей, Гоголь» (пластический спектакль-превью к премьере «Мёртвых душ», режиссёр-хореограф Анна Закусова)
- 21 февраля 2022 — «Мёртвые души» (по мотивам произведения Николая Гоголя, режиссёр Денис Азаров)
- 10 мая 2022 — «Женская версия любви» (режиссёр Александр Карпушин)
- 12 мая 2022 — «#Люблюнемогу» (художественный руководитель постановки Денис Азаров, режиссёр Дмитрий Голубев)
- 30 июня 2023 — «Островский. Авангард» (по пьесам Александра Островского «Волки и овцы», «Доходное место», «Бесприданница», «Свои люди — сочтёмся»; режиссёры: Игорь Неведров, Кирилл Шендеров, Александр Тарасов, Андрей Боровиков)
- 15 ноября 2023 — «Почти смешная история (Лакейские игры)» (Эмиль Брагинский, режиссёр Александр Карпушин)

## Расположение

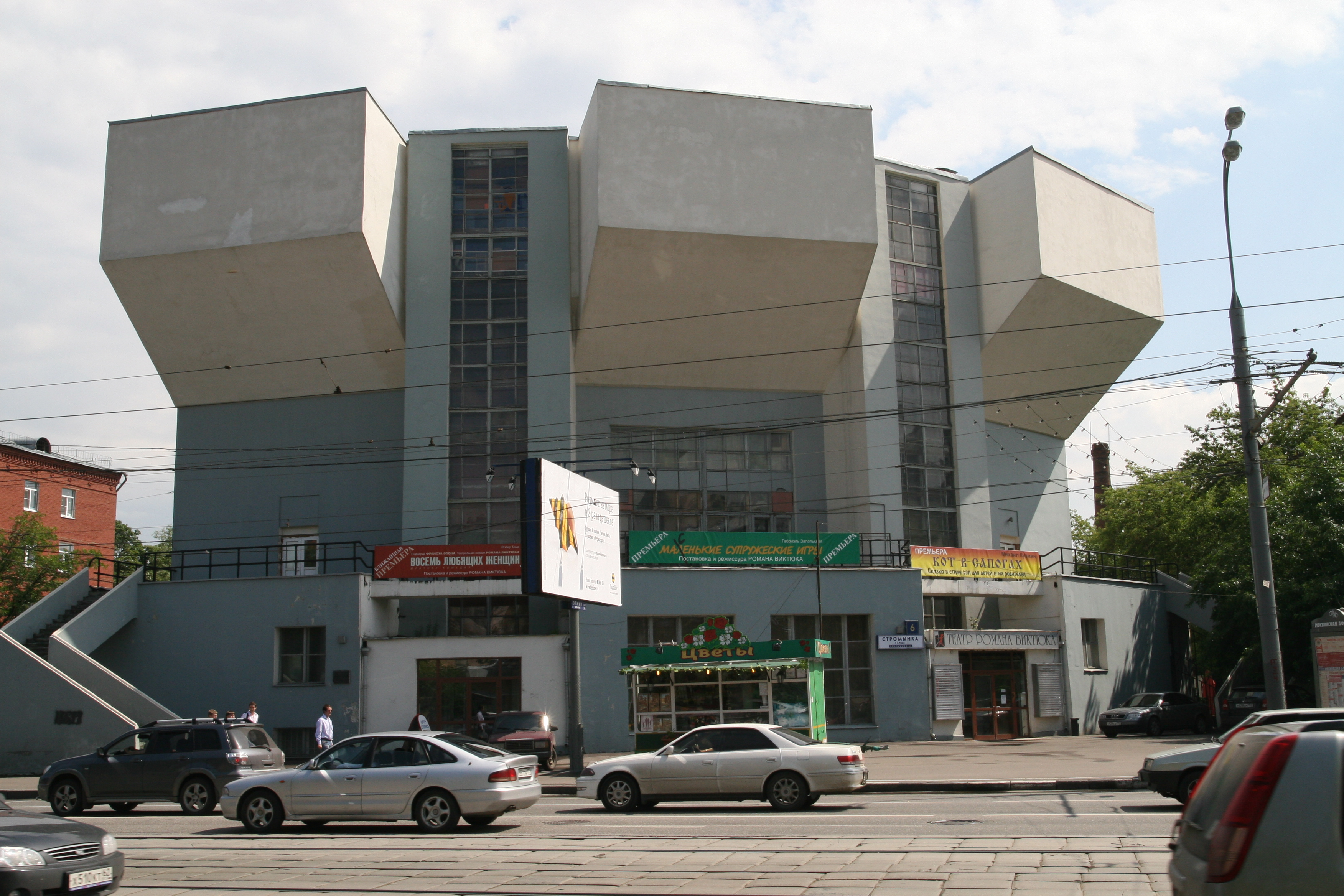
Общий вид здания театра со стороны улицы Стромынки

Адрес театра: Москва, улица Стромынка, дом 6. Ближайшая станция метро —  Сокольники, ближайшая остановка общественного транспорта — «ДК Русакова. Сцена «Мельников», где останавливаются автобусы 78, 265, 604, М60, М60А, Т32.